# Фон Мольтке, Вернер
Вернер Конрад Граф фон Мольтке (нем. Werner Konrad Graf von Moltke; 24 мая 1936, Мюльхаузен, Саксония — 29 июля 2019, Нидер-Ольм, Рейнланд-Пфальц) — немецкий легкоатлет, специалист по многоборьям. Выступал за сборную ФРГ по лёгкой атлетике в 1960-х годах, чемпион Европы, трёхкратный чемпион Западной Германии в десятиборье, участник летних Олимпийских игр в Мехико. Также известен как спортивный функционер.

## Биография
Вернер фон Мольтке родился 24 мая 1936 года в городе Мюльхаузен. Происходит из старинного дворянского рода Мольтке.
Занимался лёгкой атлетикой во время учёбы по спортивной специальности в Майнцском университете, представлял местный университетский легкоатлетический клуб.
Впервые заявил о себе как спортсмен в 1958 году, выиграв национальный чемпионат ФРГ в десятиборье.
Первого серьёзного успеха на международном уровне добился в сезоне 1962 года, когда вошёл в состав Объединённой германской команды и побывал на чемпионате Европы в Белграде, откуда привёз награду серебряного достоинства, выигранную в десятиборье — уступил здесь только советскому спортсмену Василию Кузнецову.
В 1966 году в десятиборье вновь стал чемпионом ФРГ и завоевал золотую медаль на чемпионате Европы в Будапеште. В декабре того же года установил свой личный рекорд в десятиборье — 7849 очков.
За выдающиеся спортивные достижения в 1967 году награждён Серебряным лавровым листом, высшей спортивной наградой Германии.
В 1968 году в третий раз выиграл западногерманское национальное первенство и благодаря череде удачных выступлений удостоился права защищать честь страны на летних Олимпийских играх в Мехико. На Играх, однако, поучаствовал только в двух первых дисциплинах десятиборья, после чего снялся с соревнований.
По завершении спортивной карьеры в 1966—1991 годах работал в компании adidas, производящей спортивные товары, кроме того, в течение многих лет управлял собственным спортивным магазином в городе Нидер-Ольм недалеко от Майнца, где постоянно проживал с семьёй. В 1989—1997 годах также занимал должность вице-президента Легкоатлетической ассоциации Германии, в 1997—2012 годах являлся президентом Волейбольной ассоциации Германии. Основатель «Клуба лучших» (Club der Besten), организации, проводившей собрания немецких спортсменов, прошлогодних чемпионов Европы, мира и Олимпийских игр.
В 2005 году награждён орденом «За заслуги перед Федеративной Республикой Германия».
Умер 29 июля 2019 года в Нидер-Ольме в возрасте 83 лет.